# Договір про функціонування Європейського Союзу
До́гові́р про функціонува́ння Європе́йського Сою́зу (ДФЄС; англ. Treaty on the Functioning of the European Union, TFEU) — один з основних договорів Європейського Союзу поряд з Договором про Європейський Союз (ДЄС), які формують конституційну основу Європейського Союзу (ЄС). Раніше він був відомий як Договір про заснування Європейської Спільноти (ДЗЄС).
Цей Договір виник як Римський договір (повністю Договір про заснування Європейської економічної спільноти), який призвів до створення Європейської економічної спільноти (ЄЕС), найвідомішого з Європейських Спільнот (ЄС). Він був підписаний 25 березня 1957 року Бельгією, Францією, Італією, Люксембургом, Нідерландами та Західною Німеччиною і набув чинности 1 січня 1958 року. Він залишається одним із двох найважливіших договорів у сучасному Європейському Союзі (ЄС).
З 1957 року назву двічі змінювали. Маастрихтський договір 1992 року вилучив слово «економічний» з офіційної назви Римського договору, а в 2009 році Лісабонський договір перейменував його на «Договір про функціонування Європейського Союзу».
Після референдуму 2005 року, на якому була невдала спроба прийняти Європейську Конституцію, 13 грудня 2007 року було підписано Лісабонський договір. У зв’язку з цим ДЗЄС було перейменовано на Договір про функціонування Європейського Союзу (ДФЄС) і знову перенумеровано. Лісабонські реформи призвели до злиття трьох підвалин у реформований Європейський Союз.
У березні 2011 року Європейська рада ухвалила рішення про внесення змін до Договору, додавши новий параграф до статті 136. Додатковий параграф, який дозволяє створити європейський стабілізаційний механізм для єврозони, виглядає так:
Держави-члени, валютою яких є євро, можуть створити механізм стабільності, який буде активовано, якщо це необхідно для збереження стабільності єврозони в цілому. Надання будь-якої необхідної фінансової допомоги в рамках механізму здійснюватиметься на суворих умовах.

## Зміст
Договір складається з семи частин:

### Частина 1: Принципи
У принципах стаття 1 встановлює основу договору та його юридичне значення. Статті 2-6 окреслюють повноваження ЄС відповідно до рівня повноважень, наданих у кожній сфері. Статті 7-14 встановлюють соціальні принципи, статті 15 і 16 встановлюють публічний доступ до документів і зустрічей, а стаття 17 говорить, що ЄС поважає статус релігійних, філософських і неконфесійних організацій відповідно до національного законодавства.

### Частина 2: Недискримінація та громадянство Європейського Союзу
Друга частина починається зі статті 18, яка забороняє, в межах договорів, дискримінацію за національною ознакою. У статті 19 зазначено, що рада за згодою Європейського парламенту «може вживати відповідних заходів для боротьби з дискримінацією за статтю, расовим чи етнічним походженням, релігією чи переконаннями, інвалідністю, віком чи сексуальною орієнтацією». Статті 20-24 встановлюють громадянство ЄС і надають йому права; на вільне пересування, консульський захист від інших держав, голосування та балотування на місцевих і європейських виборах, право подавати петиції до парламенту та Європейського омбудсмена, а також звертатися та отримувати відповідь від установ ЄС своєю рідною мовою. Стаття 25 вимагає від комісії звітувати про реалізацію цих прав кожні три роки.

### Частина 3: Політика Європейського Союзу та внутрішні дії
Частина 3 є найбільшою в ДФЄС. Статті з 26 по 197 стосуються основної політики та дій ЄС.

#### Розділ II: Вільний рух товарів
У тому числі і митний союз

#### Розділ III: Сільське господарство та рибальство
Спільна сільськогосподарська політика та Спільна рибальська політика

#### Розділ IV: Вільний рух працівників, послуг і капіталу
Розділ IV стосується вільного руху людей, послуг і капіталу:
- Глава 1: Працівники (статті 45–48, колишні статті 39–42 TEC), включаючи право на вільне пересування, щоб «прийняти [] фактично зроблену пропозицію про роботу[4]
- Глава 2: Право на заснування (статті 49–55), включаючи право розпочинати та продовжувати діяльність як [] самозайнята особа[5]
- Глава 3: Послуги (статті 56–62)
- Глава 4: Капітал і платежі (статті 63–66)

#### Розділ V: Зона свободи, справедливості та безпеки
Включаючи співпрацю поліції та правосуддя

#### Розділ VII: Загальні правила конкуренції, оподаткування та наближення законодавства
Конкуренційне право Європейського Союзу, оподаткування та гармонізація нормативних актів (зверніть увагу на статтю 101 та 102)

#### Розділ VIII: Економічна та монетарна політика
Статті 119-144 стосуються економічної та монетарної політики, включаючи статті про євро. Глава 1: Економічна політика – стаття 122 стосується непередбачених проблем у ланцюзі постачання та «серйозних труднощів, викликаних стихійними лихами або винятковими подіями, які не контролюються». Глава 1: Економічна політика – стаття 126 стосується того, як надмірний учасник обробляється державний борг. Глава 2: Грошово-кредитна політика – Стаття 127 визначає, що Європейська система центральних банків повинна підтримувати стабільність цін і працювати за принципами відкритих ринків і вільної конкуренції. Стаття 140 описує критерії для включення до валютного союзу (євро) або виключення з нього, а також говорить, що рішення про використання євро чи національної валюти приймає більшість у раді, а не лише держава. Таким чином, держави зобов’язані (за винятком Великої Британії та Данії) запровадити євро, якщо Рада визнає, що вони відповідають критеріям.

#### Розділи з IX по XV: Зайнятість, соціальна та споживча політика
Розділ IX стосується політики зайнятості відповідно до статей 145–150. Розділ X стосується соціальної політики та посилається на Європейську соціальну хартію 1961 року та Хартію Співтовариства про основні соціальні права працівників 1989 року. Це створює вагу європейського трудового права.
Розділ XI засновує Європейський соціальний фонд відповідно до статей 162–164. Розділ XII, статті 165 і 166 стосуються освіти, професійної підготовки, молодіжної та спортивної політики. Розділ XIII стосується культури, у статті 167. Розділ XIV дозволяє заходи щодо охорони здоров’я населення відповідно до статті 168. Розділ XV уповноважує ЄС діяти для захисту споживачів у статті 169.

#### Розділи з XVI по XXIV: мережі, промисловість, навколишнє середовище, енергетика, інше
Розділ XVI, статті 170–172 розширюють можливості для розвитку та інтеграції транс’європейських мереж. Розділ XVII, стаття 173, стосується промислової політики ЄС щодо сприяння промисловості. Розділ XVIII, статті 174-178 стосуються економічної, соціальної та територіальної єдності (зменшення диспропорцій у розвитку). Розділ XIX стосується науково-дослідної та космічної політики, в рамках якої розробляються Європейський дослідницький простір і Європейська космічна політика.
Розділ XX стосується дедалі важливішої екологічної політики, дозволяючи діяти згідно зі статтями 191-193. Розділ XXI, стаття 194, визначає енергетичну політику Європейського Союзу.
Розділ XXII, стаття 195 – туризм. Розділ XXIII, стаття 196 – цивільний захист. Розділ XXIV, стаття 197 стосується адміністративної співпраці.

### Частина 4: Асоціація заморських країн і територій
Частина 4 у статтях 198-204 стосується об'єднання заморських територій. Стаття 198 визначає метою асоціації сприяння економічному та соціальному розвитку цих асоційованих територій, перелічених у додатку 2. У наступних статтях детально розглядається така форма асоціації, як митні збори.

### Частина 5: Зовнішні дії Європейського Союзу
Частина 5, у статтях 205-222, стосується зовнішньої політики ЄС. У статті 205 зазначено, що зовнішні дії повинні відповідати принципам, викладеним у Розділі 1 Розділу 5 Договору про Європейський Союз. Статті 206 і 207 встановлюють спільну комерційну (зовнішньоторговельну) політику ЄС. Статті з 208 по 214 стосуються співпраці у сфері розвитку та гуманітарної допомоги третім країнам. Стаття 215 стосується санкцій, а статті 216-219 стосуються процедур укладення міжнародних договорів з третіми країнами. Стаття 220 доручає Високому представнику та Комісії брати участь у відповідній співпраці з іншими міжнародними організаціями, а стаття 221 засновує делегації ЄС. У статті 222 положення про солідарність зазначено, що члени повинні прийти на допомогу члену, який постраждав від терористичного нападу, стихійного лиха чи техногенної катастрофи. Це включає застосування військової сили. 

### Частина 6: Інституційні та фінансові положення
Частина 6 у статтях 223-334 розкриває інституційні положення Договору про Європейський Союз. Статті з 288 по 299 окреслюють форми законодавчих актів і процедури ЄС, окрім уточнення структур. Статті 300-309 засновують Європейський економічний і соціальний комітет, Комітет регіонів і Європейський інвестиційний банк. Статті 310-325 описують бюджет ЄС. Нарешті, статті 326-334 встановлюють положення про розширене співробітництво.

### Частина 7: Загальні та прикінцеві положення
Частина 7 у статтях 335–358 стосується остаточних юридичних моментів, таких як територіальне та часове застосування, місцеперебування установ (вирішується державами-членами, але це встановлюється протоколом, що додається до договорів), імунітети та дію на договори, підписані до 1958 року або дати приєднання.